# Развој светског рекорда на 100 метара за мушкарце
Трка на 100 метара је најкласичнија атлетска дисциплина. То је уједно и најкраћа спортска дисциплина, експлозија снаге и брзине, према којој се мере многи параметри спортских и уопште физичких достигнућа човека.
Ако се узме да су Олимпијске игре највећи спортски догађај на свету, тада је олимпијско финале на 100 м њихов врхунац, највећи догађај на играма, блесак од 10-ак секунди који се понавља сваке четири године. Олимпијска победа на 100 м је најцењенија (самим тим што ту наступи далеко највише такмичара, а довољан је само један мали „кикс“ да четворогодишњи труд падне у воду), за лаике је она најупечатљивија, а олимпијски победник (па и победница) на 100 м пре свих уђе у спортску историју.
Први светски рекорд на 100 м (у атлетици) признат је од ИААФ (International Association of Athletics Federations — Међународна атлетска федерација), 1912. године..

## Ручно мерено
| Време | Атлетичар               | Држава               | Место                               | Датум               |
| ----- | ----------------------- | -------------------- | ----------------------------------- | ------------------- |
| 10,6  | Дон Липинкот            | Сједињене Државе     | Стокхолм, Шведска                   | 6. јул 1912.        |
| 10,6  | Џексон Шолц             | Сједињене Државе     | Стокхолм, Шведска                   | 16. септембар 1920. |
| 10,4  | Чарлс Падок             | Сједињене Државе     | Редландс, Калифорнија, САД          | 23. април 1921.     |
| 10,4  | Еди Толан               | Сједињене Државе     | Стокхолм, Шведска                   | 8. август 1929.     |
| 10,4  | Еди Толан               | Сједињене Државе     | Копенхаген, Данска                  | 25. август 1929.    |
| 10,3  | Перси Вилијамс          | Канада               | Торонто, Онтарио, Канада            | 9. август 1930.     |
| 10,3  | Еди Толан               | Сједињене Државе     | Лос Анђелес, Калифорнија, САД       | 1. август 1932.     |
| 10,3  | Ралф Меткалф            | Сједињене Државе     | Будимпешта, Мађарска                | 12. август 1933.    |
| 10,3  | Јулејси Пикок           | Сједињене Државе     | Осло, Норвешка                      | 6. август 1934.     |
| 10,3  | Крис Бергер             | Холандија            | Амстердам, Холандија                | 26. август 1934.    |
| 10,3  | Ралф Меткалф            | Сједињене Државе     | Осака, Јапан                        | 15. септембар 1934. |
| 10,3  | Ралф Меткалф            | Сједињене Државе     | Дајрен, Кина                        | 23. септембар 1934. |
| 10,3  | Таканори Јошиока        | Јапан                | Токио, Јапан                        | 15. јун 1935.       |
| 10,2  | Џеси Овенс              | Сједињене Државе     | Чикаго, Илиноис, САД                | 20. јун 1936.       |
| 10,2  | Харолд Дејвис           | Сједињене Државе     | Комптон, Калифорнија, САД           | 6. јун 1941.        |
| 10,2  | Лојд Лабич              | Панама               | Фресно, Калифорнија, САД            | 15. мај 1948.       |
| 10,2  | Барни Јуел              | Сједињене Државе     | Еванстон, Илиноис, САД              | 9. јул 1948.        |
| 10,2  | Емануел Макдоналд Бејли | Уједињено Краљевство | Београд, СФРЈ                       | 25. август 1951.    |
| 10,2  | Хајнц Фитерер           | Западна Немачка      | Јокохама, Јапан                     | 31. октобар 1954.   |
| 10,2  | Боби Џо Мороу           | Сједињене Државе     | Хјустон, Тексас, САД                | 19. мај 1956.       |
| 10,2  | Ајра Мерчисон           | Сједињене Државе     | Комптон, Калифорнија, САД           | 1. јун 1956.        |
| 10,2  | Боби Џо Мороу           | Сједињене Државе     | Бејкерсфилд, Калифорнија, САД       | 22. јун 1956.       |
| 10,2  | Ајра Мерчисон           | Сједињене Државе     | Лос Анђелес, Калифорнија, САД       | 29. јун 1956.       |
| 10,2  | Боби Џо Мороу           | Сједињене Државе     | Лос Анђелес, Калифорнија, САД       | 29. јун 1956.       |
| 10,1  | Вили Вилијамс           | Сједињене Државе     | Берлин, Немачка                     | 3. август 1956.     |
| 10,1  | Ајра Мерчисон           | Сједињене Државе     | Берлин, Немачка                     | 4. август 1956.     |
| 10,1  | Лимон Кинг              | Сједињене Државе     | Онтарио, Калифорнија, САД           | 20. октобар 1956.   |
| 10,1  | Лимон Кинг              | Сједињене Државе     | Света Ана, Калифорнија, САД         | 27. октобар 1956.   |
| 10,1  | Реј Нортон              | Сједињене Државе     | Сан Хозе, Калифорнија, САД          | 18. април 1959.     |
| 10,0  | Армин Хари              | Западна Немачка      | Цирих, Швајцарска                   | 21. јун 1960.       |
| 10,0  | Хари Џером              | Канада               | Саскачеван, Канада                  | 15. јул 1960.       |
| 10,0  | Орасио Естевез          | Венецуела            | Каракас, Венецуела                  | 15. август 1964.    |
| 10,0  | Боб Хејс                | Сједињене Државе     | Токио, Јапан                        | 15. октобар 1964.   |
| 10,0  | Џим Хејнс               | Сједињене Државе     | Модесто, Калифорнија, САД           | 27. мај 1967.       |
| 10,0  | Енрике Фигерола         | Куба                 | Будимпешта, Мађарска                | 17. јун 1967.       |
| 10,0  | Пол Неш                 | Јужна Африка         | Кругерсдорп, Јужноафричка Република | 2. април 1968.      |
| 10,0  | Оливер Форд             | Сједињене Државе     | Албукерки, Нови Мексико, САД        | 31. мај 1968.       |
| 10,0  | Чарлс Грин              | Сједињене Државе     | Сакраменто, Калифорнија, САД        | 20. јун 1968.       |
| 10,0  | Роже Бамбик             | Француска            | Сакраменто, Калифорнија, САД        | 20. јун 1968.       |
| 9,9   | Џим Хејнс               | Сједињене Државе     | Сакраменто, Калифорнија, САД        | 20. јун 1968.       |
| 9,9   | Рони Реј Смит           | Сједињене Државе     | Сакраменто, Калифорнија, САД        | 20. јун 1968.       |
| 9,9   | Чарлс Грин              | Сједињене Државе     | Сакраменто, Калифорнија, САД        | 20. јун 1968.       |
| 9,9   | Еди Харт                | Сједињене Државе     | Јуџин, Орегон, САД                  | 1. јул 1972.        |
| 9,9   | Рејнолд Робинсон        | Сједињене Државе     | Јуџин, Орегон, САД                  | 1. јул 1972.        |
| 9,9   | Стив Вилијамс           | Сједињене Државе     | Лос Анђелес, Калифорнија, САД       | 21. јун 1972.       |
| 9,9   | Силвио Леонард          | Куба                 | Острава, ЧССР                       | 5. јун 1975.        |
| 9,9   | Стив Вилијамс           | Сједињене Државе     | Сијена, Италија                     | 16. јул 1975.       |
| 9,9   | Стив Вилијамс           | Сједињене Државе     | Берлин, Немачка                     | 22. август 1975.    |
| 9,9   | Стив Вилијамс           | Сједињене Државе     | Гејнсвил, Флорида, САД              | 27. март 1976.      |
| 9,9   | Харви Гланс             | Сједињене Државе     | Коламбија, Јужна Каролина, САД      | 3. април 1976.      |
| 9,9   | Харви Гланс             | Сједињене Државе     | Батон Руж, Луизијана, САД           | 1. мај 1976.        |
| 9,9   | Доналд Квори            | Јамајка              | Модесто, Калифорнија, САД           | 22. мај 1976.       |

## Електронски мерено
*
- рекорд није ратификован

| Време | Атлетичар     | Држава.          | Место                           | Датум               |
| ----- | ------------- | ---------------- | ------------------------------- | ------------------- |
| 9,95  | Џим Хејнс     | Сједињене Државе | Мексико Сити, Мексико           | 14. октобар 1968.   |
| 9,93  | Калвин Смит   | Сједињене Државе | Колорадо Спрингс, Колорадо, САД | 3. јул 1983.        |
| 9,93  | Карл Луис     | Сједињене Државе | Рим, Италија                    | 30. август 1987.    |
| 9,92  | Карл Луис     | Сједињене Државе | Сеул, Јужна Кореја              | 24. септембар 1988. |
| 9,90  | Лирој Барел   | Сједињене Државе | Њујорк, Њујорк, САД             | 14. јун 1991.       |
| 9,86  | Карл Луис     | Сједињене Државе | Токио, Јапан                    | 25. август 1991.    |
| 9,85  | Лирој Барел   | Сједињене Државе | Лозана, Швајцарска              | 6. јул 1994.        |
| 9,84  | Донован Бејли | Канада           | Атланта, Џорџија, САД           | 29. јул 1996.       |
| 9,79  | Морис Грин    | Сједињене Државе | Атина, Грчка                    | 16. јун 1999.       |
| 9,77  | Асафа Пауел   | Јамајка          | Атина, Грчка                    | 14. јун 2005.       |
| 9,77  | Асафа Пауел   | Јамајка          | Гејтсхед, Енглеска              | 11. јун 2006.       |
| 9,77  | Асафа Пауел   | Јамајка          | Цирих, Швајцарска               | 18. август 2006.    |
| 9,74  | Асафа Пауел   | Јамајка          | Ријети, Италија                 | 9. септембар 2007.  |
| 9,72  | Јусејн Болт   | Јамајка          | Њујорк, САД                     | 31. мај 2008.       |
| 9.69  | Јусејн Болт   | Јамајка          | Пекинг, Кина                    | 16. август 2008.    |
| 9,58  | Јусејн Болт   | Јамајка          | Берлин, Немачка                 | 16. август 2009.    |

- Бен Џонсон је истрчао 9,79 у Сеулу 1998. и 9,83 у Риму 1987. (резултати брисани због допинга)
- Тим Монтгомери је истрчао 9,78 у Паризу 2002. (резултат поништен због допинга)
- Џастин Гатлин је истрчао 9,77 у Дохи 12. мај 2006. (резултат поништен због допинга)